# 유근형
유근형(柳根瀅, 1894년 4월 5일 ~ 1993년 1월 20일)은 대한민국의 도예가이다. 호는 해강(海剛)으로 '유해강'으로도 불린다.
고요지(古窯址)를 찾아 옛 청자의 파편을 발굴, 직접 그 성분을 연구함으로써 고려청자의 비색(秘色)을 비교적 잘 살린 청자도공으로 알려져 있다.

## 생애
서울 출신으로, 서울 보성중학교를 졸업하였다.
18세 때 일본인이 경영하던 한양고려소(漢陽高麗燒)에 입사, 처음으로 상감(象嵌) 기법을 익히기 시작했다. 그 후 주로 일본인들이 경영하던 전국 각지의 도자기공장, 즉 진남포(鎭南浦), 회령(會寧), 금교(金郊), 금화(金華), 풍기(豊基) 등지의 기사로 전전하면서 기술을 연마하였다.
1960년대 경기도 이천에 가마를 짓고 잃어버린 고려청자 기술을 되살리는데 평생을 바쳤다. 1990년 5월에는 이천 수광리에 해강도자미술관이 개관되었다. 아들 유광열 관장이 뒤를 잇고 있다.

## 같이 보기
- 지순탁